# Kongsvinger
Kongsvinger es un municipio de la provincia de Hedmark, Noruega. Tiene una población de 17 835 habitantes según el censo de 2016 y pertenece al distrito tradicional de Glåmdal.

## Información general

### Etimología
El primer elemento del nombre, Kongs- («del rey») fue añadido por la fortaleza construida en 1690. Al principio solo se llamaba así a la fortaleza (escrito como Königs Winger en documentos antiguos), después a la ciudad que se desarrolló alrededor y finalmente al municipio. El segundo elemento, Vinger (en nórdico antiguo: Vingr) es un nombre propio para los distritos que se sigue usando hoy en día.

### Escudo de armas
El escudo de armas es relativamente moderno. Le fue concedido el 25 de junio de 1926 y muestra la fortaleza de Kongsvinger con una línea blanca, que representa el río Glomma. La fortaleza tiene importancia histórica para la zona.